# Maria-Magdalenen-Kirche (Mustin)

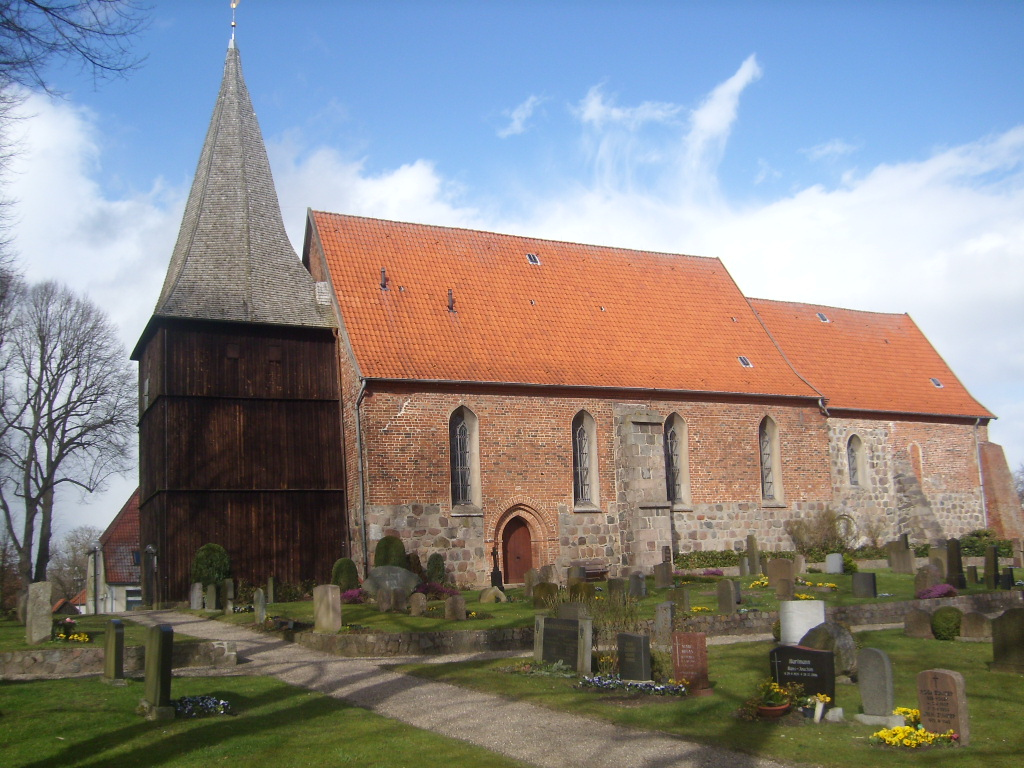
St. Maria-Magdalena (Mustin)

Die Kirche  St. Maria-Magdalena ist ein geschütztes Kulturdenkmal mit der Objekt-ID 3434 im Denkmalschutzgesetz in Mustin, einer Gemeinde im Kreis Herzogtum Lauenburg in Schleswig-Holstein. Die Kirchengemeinde gehört zum Kirchenkreis Lübeck-Lauenburg der Evangelisch-Lutherischen Kirche in Norddeutschland.

## Beschreibung
Das Langhaus und der eingezogene, gerade geschlossene Chor im Osten der Saalkirche wurden um das Jahr 1200 als spätromanischer Feldsteinbau begonnen und später zur Zeit der Gotik oberhalb der Fensterbänke mit Backsteinen weitergeführt. Der hölzerne Kirchturm, der mit einem achtseitigen, spitzen Helm bedeckt ist, wurde erst im 18./19. Jahrhundert errichtet. 

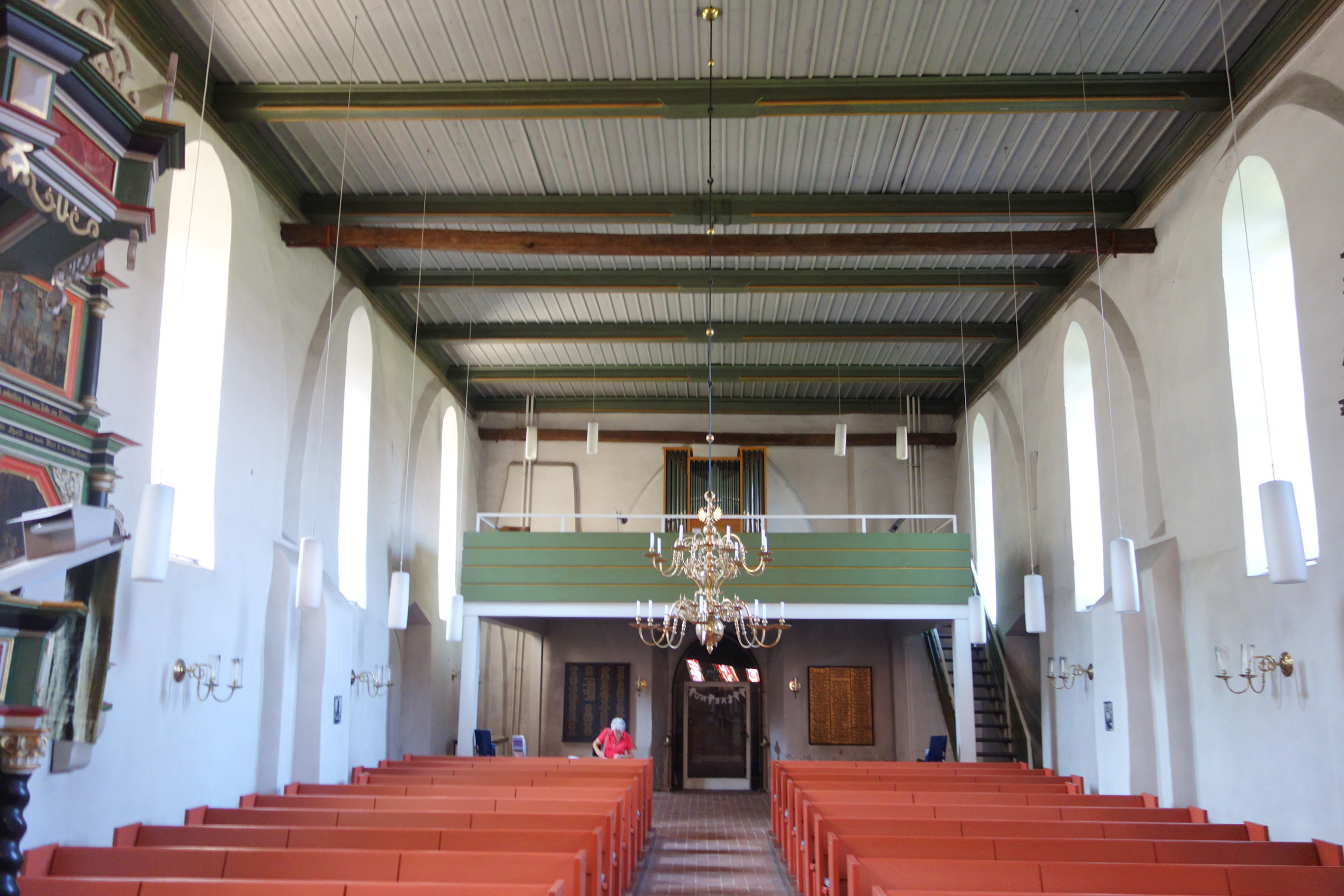
Innenraum

Der Innenraum des Langhauses ist mit einer Holzbalkendecke überspannt. Der Altar wurde 1964 von Max Schegulla geschaffen. Die Orgel wurde 2004 von Rudolf Neuthor errichtet.